# Лаве, Сэм
Самуэль Мьени (Сэм) Лаве (зулу Samuel Myeni (Sam) Hlawe; род. 21 июля 1952) — свазилендский легкоатлет, выступавший в марафонском беге. Участник летних Олимпийских игр 1984 и 1988 годов.

## Биография
Сэм Лаве родился 21 июля 1952 года.
В 1982 году занял 12-е место в марафоне на Играх Содружества в Брисбене с результатом 2 часа 16 минут 32 секунды.
В 1984 году вошёл в состав сборной Свазиленда на летних Олимпийских играх в Лос-Анджелесе. В марафоне занял 45-е место, показав результат 2:22.45 и уступив 13 минут 24 секунды завоевавшему золото Карлушу Лопишу из Португалии.
В 1983 году занял 49-е место в марафоне на чемпионате мира в Хельсинки (2:26.42).
В 1986 году занял 12-е место в марафоне на Играх Содружества в Эдинбурге (2:20.06).
В 1987 году показал 27-й результат в марафоне на чемпионате мира в Риме (2:24.09).
В 1988 году вошёл в состав сборной Свазиленда на летних Олимпийских играх в Сеуле. В марафоне занял 44-е место, показав результат 2:24.42 и уступив 14 минут 10 секунд завоевавшему золото Джелиндо Бордину из Италии.

## Личные рекорды
- Марафон — 2:16.06 (1987)[1]